# 2e brigade d'infanterie motorisée (Moldavie)
Pour les articles homonymes, voir 2e brigade.
La 2e brigade d'infanterie motorisée « Stefan Cel Mare » est une unité d'infanterie motorisée des forces terrestres de l'armée nationale moldave basée dans la ville de Chișinău.

## Opérations

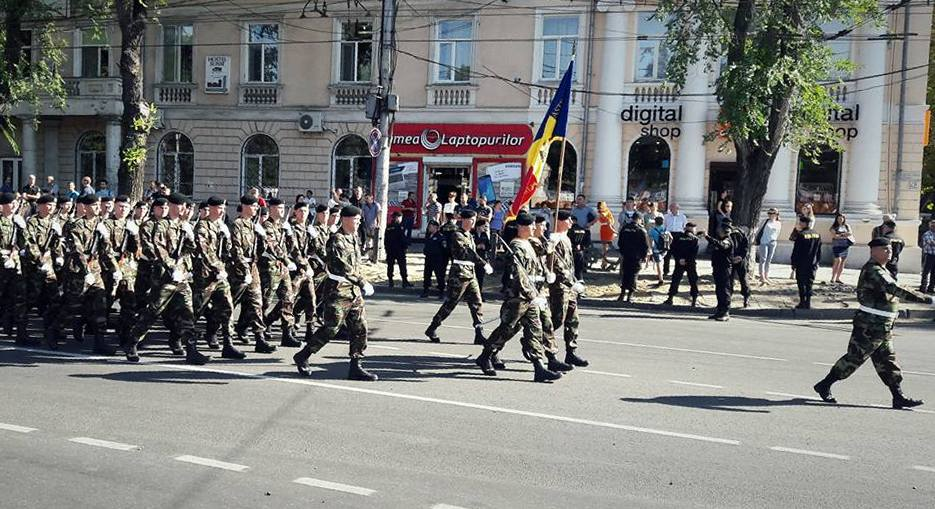
La brigade lors du défilé du jour de l'indépendance de Chișinău en 2016.

L'unité est créée le 16 octobre 1992, sur la base d'anciennes unités soviétiques de la garnison de Kichinev,. Avant sa création officielle, elle suit une période de formation de deux mois, au cours de laquelle les unités qui composent maintenant la brigade se préparent pour le service de première ligne dans la guerre de Transnistrie. En juin 2019, il est révélé que plusieurs soldats de la brigade ont été battus, ce qui pousse le parquet à ouvrir une affaire pénale.
Comme toutes les autres brigades d'infanterie motorisée des forces terrestres, la brigade maintient une fanfare militaire qui sert lors d'occasions spéciales.